# 普浄
普浄（ふじょう）は、中国の通俗歴史小説『三国志演義』に登場する僧侶。架空の人物と見られる。
曹操の下を離れ千里行中だった関羽は沂水関に差しかかる。関の守将卞喜は、関羽を鎮国寺に招き謀殺しようと企むが、寺の僧侶であり関羽と同郷でもあった普浄が、関羽に卞喜の目論見を密告。卞喜は関羽に斬殺され、普浄は関羽の危機を救っている。その後は寺を去り托鉢の旅に出る事になる。
時は流れ、荊州の玉泉山で仏道修行をしている際、呉に処刑された関羽の霊魂が、呉や呂蒙に対する恨みを綴っているのを見かけた普浄は、関羽の霊魂を呼び止めて教え諭し、成仏させている。